# Nicole Loraux
Pour les articles homonymes, voir Loraux.
Nicole Loraux, née Pilon le 26 avril 1943 à Paris et morte le 6 avril 2003 à Argenteuil,, est une helléniste, anthropologue, historienne et traductrice française. Son œuvre a apporté un renouveau majeur aux études sur la Grèce antique, dont elle a été une spécialiste reconnue sur le plan international,. Son apport est particulièrement important dans les domaines de la politique, du rapport entre les sexes ainsi que dans celui de l'imaginaire et des sensibilités individuelles. 

## Biographie
Ancienne élève de l'École normale supérieure de jeunes filles (L1962), agrégée de lettres classiques (1965), Nicole Loraux fut directrice de recherche à l’École des hautes études en sciences sociales où elle est professeur d'« Histoire et anthropologie de la cité grecque » (1981). Elle fut membre de l’« École de Paris »,, composée de Jean-Pierre Vernant, Pierre Vidal-Naquet et de Marcel Detienne. Elle eut comme élèves, entre autres, Nathalie Ernoult, Ana Iriarte, Catherine Darbo-Peschanski ou Alice Pechriggl.
En février 1979, elle fait partie des 34 signataires de la déclaration rédigée par Léon Poliakov et Pierre Vidal-Naquet pour démonter la rhétorique négationniste de Robert Faurisson.
Elle a écrit à de multiples reprises, dès le troisième numéro, pour la revue interdisciplinaire Le Genre humain publiée par Le Seuil.
Elle a épousé le philosophe Patrice Loraux. Elle meurt le 5 avril 2003 à Argenteuil, à 59 ans.

## Champ d'étude
Son Invention d'Athènes (1981), traduite en anglais, est considérée comme un texte pionnier sur la fonction culturelle de la rhétorique dans la démocratie athénienne. Elle y étudie, à travers les oraisons funèbres, l'imaginaire de la citoyenneté, et démonte un certain nombre d'interprétations sur le statut du politico-religieux.
Plus généralement, les travaux de Nicole Loraux mobilisent de manière créative les apports de la psychanalyse, et du concept d'imaginaire (social), de l’anthropologie et de l’histoire pour porter un éclairage nouveau sur la Grèce ancienne. L’autochtonie, le statut des femmes dans la cité grecque (en particulier dans Les enfants d'Athéna), Les expériences de Tiresias et Les mères en deuil), la place paradoxale du conflit, voire la stasis/guerre civile dans la cité antique sont ainsi étudiés selon une approche aussi originale qu’exigeante,. 

## Publications
On trouvera une bibliographie complète de l'œuvre de N. Loraux à la date de 2005 dans l'article « Nicole Loraux. 26 avril 1943-6 avril 2003 », p. 20 - 27 du numéro spécial coproduit par les revues Espaces Temps et Clio (V. ci-dessous, Bibliographie).

### Articles et chapitres d'ouvrage (sélection)
- Nicole loraux, « La gloire et la mort d'une femme », Sorcières : les femmes vivent, no 18,‎ 1979, p. 51-57 (lire en ligne)
- Nicole Loraux, « L'autochtonie : une topique athénienne : Le mythe dans l'espace civique », Annales, vol. 34e année, no 1,‎ 1979, p. 3-26 (lire en ligne)
- Nicole Loraux, « Aux origines de la démocratie : Sur la "transparence" démocratique », Raison présente, no 49,‎ 1979, p. 3-13 (lire en ligne)
- Nicole Loraux, « Les bénéfices de l'autochtonie », Le Genre Humain, nos 3-4,‎ 1982/1-2, p. 238–253 (lire en ligne)
- Nicole Loraux, « Blessures de virilité », Le Genre humain, no 10,‎ janvier 1984, p. 39–56 (lire en ligne) ; et Revue française de psychosomatique, vol. 38, n° 2, 2010, pp. 157–174.
- Nicole Loraux, « Repolitiser la cité », L'Homme, vol. 26, nos 97-98,‎ 1986, p. 239-255 (lire en ligne)
- Nicole Loraux, « Pour quel consensus ? », Le Genre humain, no 18,‎ mars 1988, p. 9-23 (lire en ligne)
- Nicole Loraux, « Gloire du Même, prestige de l'Autre : Variations grecques sur l'origine », Le Genre humain, no 21,‎ janvier 1990, p. 115–139 (lire en ligne)
- Nicole Loraux, « La majorité, le tout et la moitié : Sur l'arithmétique athénienne du vote », Le Genre humain, no 22,‎ février 1990, p. 89–110 (lire en ligne)
- Nicole Loraux, « Qu’est-ce qu’une déesse? », dans Pauline Schmitt-Pantel (dir.), Histoire des femmes en Occident Vol. I, vol. I : L'Antiquité, Paris, Plon, 1991 (réimpr. Perrin, coll. « Tempus », 2002)
- Nicole Loraux, « Éloge de l'anachronisme en histoire », Le Genre humain,‎ janvier 1993, p. 23–39 (lire en ligne)
- Nicole Loraux, « La cité grecque pense l'Un et le Deux », Collection de l'Institut des Sciences et Techniques de l'Antiquité, no 499,‎ 1994, p. 275–291 (lire en ligne )
- Nicole Loraux, « Les damnés de la terre à Troie : Sartre face aux Troyennes d'Euripide », Le Genre humain, no 29,‎ janvier 1995, p. 31-49 (lire en ligne)
- Nicole Loraux, « Lokapakti. L’indianiste, le sacrifice et les mots », Le Genre humain, no 37,‎ janvier 2002, p. 105–114 (lire en ligne)

### Ouvrages
- Les enfants d’Athéna. Idées athéniennes sur la citoyenneté et la division des sexes, Paris, Maspero, 1981  (ISBN 2-7071-1204-6) [rééd. augmentée d'une postface, Seuil, coll. « Points/Essais », 1990, 320 p.  (ISBN 978-2-757-80633-3)]
- L’invention d’Athènes. Histoire de l’oraison funèbre dans la « cité classique », Paris/La Haye,  éd. de l’EHESS/Mouton, 1981 [nouvelle éd. remaniée, nouvelle préface, Payot, coll. « Critique de la politique », 1993 ; nouvelle rééd. Éd. EHESS, 2022, 839 p. (ISBN 978-2-713-22915-2)]
- Façons tragiques de tuer une femme, Paris, Hachette, coll. « Textes du XXe siècle », 1985, 127 p.  (ISBN 978-2-010-11254-6)
- Les expériences de Tirésias. Le féminin et l’homme grec, Paris, Gallimard, coll. « NRF Essais », 1990, 408 p.  (ISBN 978-2-070-71700-2)
- Les mères en deuil, Paris, Seuil, coll. « La Librairie du XXe siècle », 1990, 160 p.  (ISBN 978-2-020-11472-1)
- (it) N. Loraux (dir.), Grecia al femminile, Roma-Bari, Gius. Laterza & Figli, 1993 [(fr) La Grèce au féminin, trad. française des articles en italien par Hélène Monsacré, Belles Lettres, coll. « Histoire », 2003, rééd. 2009  (ISBN 978-2-2513-8098-8) ;]
- Né de la terre. Mythe et politique à Athènes, Paris, Seuil, coll. « La Librairie du XXe siècle », 1996, 256 p. (ISBN 978-2-020-28240-6)
- La cité divisée. L'oubli dans la mémoire d'Athènes, Paris, Payot, coll. « Critique de la politique », 1997 [rééd. coll. « Petite Bibliothèque Payot », 2005, 352 p. (ISBN 978-2-228-92475-7)]
- Nicole Loraux et Carles Miralles (dir.), Figures de l’intellectuel en Grèce ancienne, Paris, Belin, coll. « L'antiquité au présent », 1998 [rééd. 2000, 380 p.  (ISBN 978-2-701-12311-0)
- La voix endeuillée. Essai sur la tragédie grecque, Paris, Gallimard, coll. « NRF Essais », 1999, 192 p.  (ISBN 978-2-070-73170-1)
- La tragédie d’Athènes. La politique entre l’ombre et l’utopie, Paris, Seuil, coll. « La Librairie du XXe siècle », 2005, 252 p. (ISBN 978-2-020-21794-1)Ouvrage publié à titre posthume, mais dont la composition et le titre sont dus à N. Loraux.
- La Grèce hors d'elle et autres textes. Écrits, 1973 - 2003 (texte établi par Michèle Cohen-Halimi, préface de Jean-Michel Rey), Paris, Klincksieck, coll. « Critique de la politique », 2021, 887 p. (ISBN 978-2-252-04335-6)L'ouvrage reprend, dans un ordre strictement chronologique, cinquante-six articles de N. Loraux écrits entre 1973 et 2003.